# Station vicinale d'Han-sur-Lesse Tivoli
La station vicinale de Han-sur-Lesse Tivoli est une ancienne station de tramway vicinal de la Société nationale des chemins de fer vicinaux (SNCV) de la ligne de tramway vicinal des grottes de Han, située sur le territoire de Han-sur-Lesse.

## Histoire
La station est mise en service le 1er juin 1906 lors de la mise en service de la ligne des grottes de Han dont elle sert de terminus, les visiteurs continuant à pied jusqu'à l'entrée de la grotte en contrebas.
Elle cesse d'être utilisée le 30 mars 1968 lorsque la ligne est déviée le lendemain par un nouveau tracé en contrebas et un nouveau terminus situé à l'entrée des grottes.
Le bâtiment a ensuite été reconverti en snack restaurant par le Domaine des grottes de Han qui exploite les grottes et le parc animalier.

## Sources

### Sites et pages web
1. ↑  « Restauration Les snacks : Tivoli », sur le site des grottes de Han.

### Renvois
- Tramway des grottes de Han